# Miroslava Sopilka
Miroslava Sopilka (ou Myroslava Sopilka), de son vrai nom Youliya Semenivna Misko-Pastouchenko (29 août 1897 - 28 novembre 1937), est une poétesse et romancière ukrainienne fusillée par les soviétiques du NKVD.

## Biographie
Miroslava Sopilka est née à Vynnyky, dans l'oblast de Lviv, le 29 août 1897, dans une famille de paysans de cinq enfants,.
Ayant rencontré Myroslava Sopilka à la fin des années 1920, l'écrivain Stepan Tudor a noté qu'elle était une femme extrêmement cultivée, modeste et instruite pour son époque.
Les premières œuvres de Miroslava Sopilka, Dans l'église et Le rêve d'une nuit noire, sont publiés pour la première fois en 1928 dans les magazines Vikna (numéro d'avril 1928), Syaivo (uk) et divers journaux. Fin 1930, elle s'installe avec son mari et ses deux enfants en Ukraine soviétique, d'abord dans la ville de Kamianets-Podilskyï, où elle travaille au musée d'histoire locale. Puis (1932) Myroslava Sopilka a déménagé à Kharkiv. Elle était membre de l'organisation littéraire de l'Ukraine occidentale. En 1931, elle publie le recueil de poèmes Working Hands. Elle a également publié comme romancière, laissant le roman The Cozy City of Superstitions.
Le 12 mai 1929, Miroslava Sopilka est parmi les fondateurs du groupe littéraire Gorno [uk] - avec elle se trouvent Vasyl Bobynskyi, Andriy Voloshchak, Oleksandr Gavrylyuk, Yaroslav Galan, Petro Kozlanyuk, Yaroslav Kondra, Nina Matulivna et Stepan Tudor.
Miroslava Sopilka est arrêtée à deux reprises en 1929-1930, mais, sans preuves directes, la police a finalement dû la libérer de prison après deux semaines d'emprisonnement.
Le 30 septembre 1937, Miroslava Sopilka est arrêtée avec son mari Mykhailo Pastushenko et accusée d'espionnage pour le renseignement polonais. Lors des interrogatoires, ni elle ni son mari ne se sont compromis en quoi que ce soit et ont rejeté toutes les accusations de l'enquête. Et pourtant, le 22 novembre 1937, une réunion spéciale du Commissariat du peuple aux affaires intérieures de l'URSS (NKVD) condamne la poétesse à être fusillée. La peine a été exécutée le 28 novembre à Kiev. Très probablement, son corps a été enterré au cimetière Lukyaniv. Pendant longtemps, on ne savait rien de son sort. On croyait officiellement qu'elle était morte en exil le 18 novembre 1942.
Miroslava Sopilka a été réhabilitée à titre posthume .
Une rue de la ville de Vynnyky porte le nom de Miroslava Sopilka.
En 1973, une collection d'œuvres choisies de Miroslava Sopilka To the Sun a été publiée.